# 八愷
八愷是是中國歷史中的八位傳說人物，記載在左傳中，是五帝高陽氏（顓頊）的八位有才能的子孫，他們以才德治理天下的百姓，百姓稱為八愷，意思就是八個和善的人。
《左傳》文公十八年：「昔高陽氏有才子八人：蒼舒、隤敳、檮戭、大臨、尨降、庭堅、仲容、叔達──齊、聖、廣、淵、明、允、篤、誠。天下之民謂之八愷。」孔穎達的《五經正義》中提到：「愷，和也，言其和於物也。」